# Pavel Dyba
Pavel Dyba (22. dubna 1944 Prostějov – 9. ledna 2024) byl český fotbalista, československý reprezentant. Během své hráčské kariéry vystudoval stavební fakultu ČVUT. Jeho bratrem byl politik Karel Dyba.

## Fotbalová kariéra
Za československou reprezentaci odehrál 1 utkání, zápas proti čerstvým mistrům světa Brazílii roku 1966. Je dvojnásobným mistrem Československa z let 1965 a 1967. Oba tituly získal se Spartou Praha. Za Spartu hrál v letech 1962–1969, sehrál za ni 342 zápasů, z toho 119 ligových, vstřelil v rudém dresu 105 gólů, z toho 15 ligových. Sehrál za Spartu též 19 zápasů v evropských pohárech, památným je jeho gól do sítě Realu Madrid ve čtvrtfinále Poháru mistrů evropských zemí, dal však v pohárech gól i Lausanne či Anorthosis Famagusta. Do Sparty přišel již jako dorostenec, po odchodu z ní hrál ještě v Bohemians a Dukle Praha. V československé lize nastoupil ve 182 utkáních a dal 19 gólů.

## Ligová bilance
| Ročník                                   | Zápasy | Góly | Minuty | Klub            |
| ---------------------------------------- | ------ | ---- | ------ | --------------- |
| 1. československá fotbalová liga 1962/63 | 6      | 1    | 444    | Sparta Praha    |
| 1. československá fotbalová liga 1963/64 | 14     | 5    | 1 117  | Sparta Praha    |
| 1. československá fotbalová liga 1964/65 | 22     | 4    | 1 787  | Sparta Praha    |
| 1. československá fotbalová liga 1965/66 | 21     | 4    | 1 890  | Sparta Praha    |
| 1. československá fotbalová liga 1966/67 | 24     | 1    | 2 095  | Sparta Praha    |
| 1. československá fotbalová liga 1967/68 | 21     | 1    | 1 870  | Sparta Praha    |
| 1. československá fotbalová liga 1968/69 | 10     | 0    | 539    | Sparta Praha    |
| 1. československá fotbalová liga 1969/70 | 4      | 0    | 145    | Sparta Praha    |
| 1. československá fotbalová liga 1969/70 | 8      | 0    | 720    | Bohemians Praha |
| 1. československá fotbalová liga 1970/71 | 13     | 2    | 947    | Dukla Praha     |
| 1. československá fotbalová liga 1971/72 | 25     | 1    | 2 250  | Dukla Praha     |
| 1. československá fotbalová liga 1972/73 | 13     | 0    | 1 045  | Dukla Praha     |
| 1. československá fotbalová liga 1973/74 | 1      | 0    | 4      | Dukla Praha     |
| CELKEM                                   | 182    | 19   | 14 853 |                 |